# Abzug amerikanischer Truppen aus Frankreich
Der Abzug amerikanischer Truppen aus Frankreich in der Zeit des Kalten Krieges wurde in zwei Schritten vollzogen. Mit der Operation Red Richard wurden 1959/1960 die nuklearfähigen Waffensysteme und mit der Operation FRELOC 1966/1967 die noch verbliebenen Streitkräfte der USA nach Deutschland und Großbritannien verlegt.

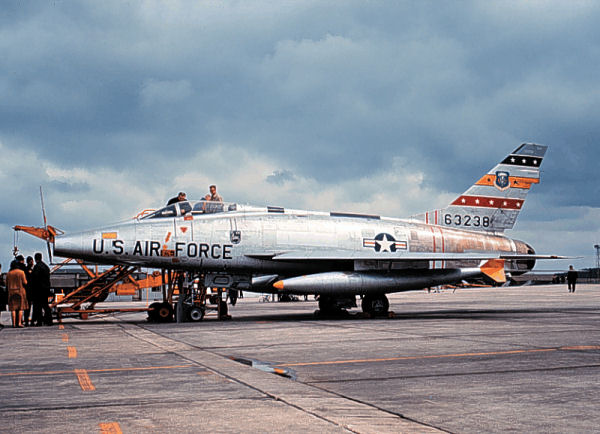
F-100D 50th Tactical Fighter Wing (Wing Commander’s Aircraft), Toul Air Base, 1958

## Red Richard
Red Richard war ein Codename für die Operation zur Verlegung der nuklearfähigen fliegenden Waffenträger der USA aus Frankreich.

### Politischer Kontext

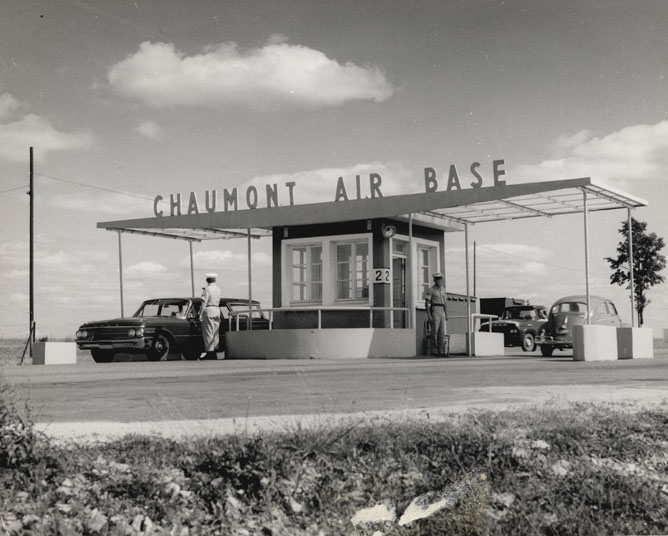
Chaumont Air Base, 1959

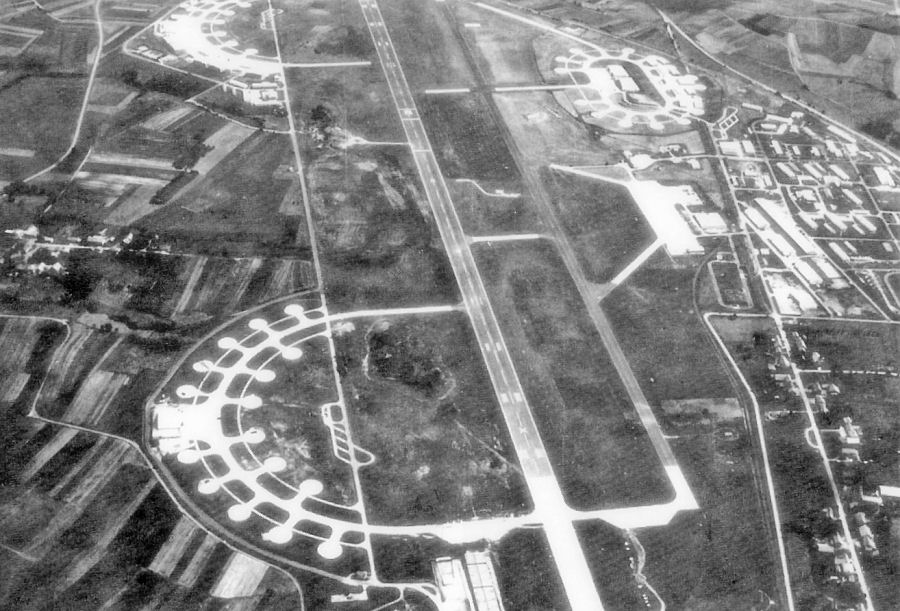
Phalsbourg Air Base, 1956

Mit dem Ende der IV. Republik und der Wahl von General Charles de Gaulle zum Präsidenten 1958 ergaben sich für die amerikanische Militärpräsenz in Frankreich gravierende Einschnitte. Während der Krise im Nahen Osten musste de Gaulle gleich zu Beginn seiner Amtszeit erleben, wie die USA, ohne ihn zu konsultieren, die französischen Basen für die Entsendung von Truppen in den Libanon nutzten. De Gaulle forderte grundlegende Veränderungen im Machtgefüge der NATO, insbesondere ein Mitspracherecht bei den amerikanischen Atomwaffen. Hierzu waren weder die USA noch Großbritannien bereit und de Gaulle ließ daher im Frühjahr 1959 seinen Worten Taten folgen. Er löste die französische Mittelmeerflotte aus der NATO-Integration, untersagte die Lagerung von Nuklearwaffen auf französischem Territorium und zog die französische Beteiligung an der integrierten Luftverteidigung zurück.
Die Regierung von Präsident Dwight D. Eisenhower sah sich genötigt, rasch zu reagieren. Die nuklear gerüsteten Jagdbomber F-100 Supersabre der US Air Force waren in Frankreich stationiert, patrouillierten aber regelmäßig über Deutschland. Die für den Einsatz bestimmten amerikanischen Atomwaffen waren in Sembach Air Base in Rheinland-Pfalz gelagert; somit war bei jedem Einsatz zunächst eine Zwischenlandung in Sembach nötig, ein zeitraubendes und kostenintensives Verfahren.

### Ablauf der Operation

NATO Air Bases in France 1965

Unter dem Codenamen „Red Richard“ wurden innerhalb von sechs Monaten 225 Flugzeuge und 5300 amerikanische Soldaten mit ihren Familien aus Frankreich nach England und Deutschland verlegt, zahlreiche militärische Einrichtungen geschlossen:
- 48th Fighter Bomber Wing (FBW) von Chaumont-Semoutiers → RAF Lakenheath (UK),
- 49th FBW von Étain-Rouvres → Spangdahlem Air Base, dafür 10th Tactical Reconnaissance Wing (TRW) von Spangdahlem → RAF Alconbury (UK),
- 50th FBW von Toul-Rosières → Hahn Air Base (Sprengköpfe → Sembach Air Base), dafür 38th Tactical Missile Wing (TMW) von Hahn → Sembach,
- Phalsbourg-Bourscheid und Chambley-Bussières wurden nicht mehr für nukleare Aufträge als Ausweichplätze genutzt,
- Die logistischen Einrichtungen in Saint-Nazaire, La Rochelle, Bordeaux, Bussac und Villefranche-sur-Mer wurden geschlossen.

## FRELOC

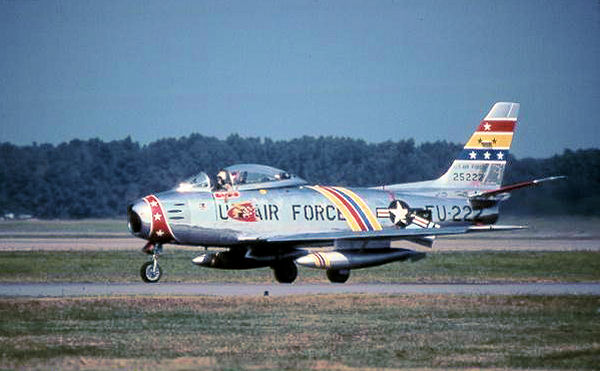
F-86F in Chambley Air Base, 1955

Operation FRELOC, eine Kontraktion von Fast Relocation, war der Codename für den vollständigen Abzug der amerikanischen Streitkräfte aus Frankreich 1966/1967.

### Politischer Kontext
Der Graben zwischen Frankreich auf der einen und den Vereinigten Staaten und Großbritannien auf der anderen Seite vertiefte sich weiter. Die französische Ablehnung der von den USA forcierten nuklearen Multilateral Force (MLF), das expressis verbis ausgesprochene Veto de Gaulles gegen einen britischen Beitritt zur Europäischen Gemeinschaft und schließlich die Entwicklung einer eigenständigen französischen Atomstreitmacht, sowie der dazu gehörigen Doktrin der Défense à tous azimuts im Gegensatz zur neuen Flexible Response der NATO, führten dazu, dass es im Frühjahr 1966 zu einer schwerwiegenden Entscheidung kam. Nachdem Verhandlungen über die Unterstellung amerikanischer Basen in Frankreich unter französisches Kommando ergebnislos geblieben waren, forderte de Gaulle die Alliierten der NATO auf, bis zum 1. April 1967 sämtliche im Land stationierten Truppen sowie die internationalen Hauptquartiere zu verlegen. Frankreich werde zwar Mitglied der NATO bleiben, sich aber aus der militärischen Integration zurückziehen.

### Ablauf der Operation

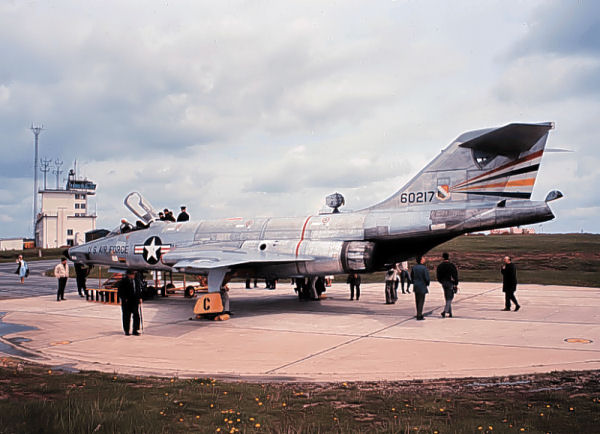
RF-101 Laon Air Base, 1959

Von der französischen Entscheidung waren zum einen das Bündnis als ganzes betroffen und zum anderen die USA und Kanada mit ihren Stützpunkten. Die Positionen waren völlig verhärtet, weitere Verhandlungen machten keinen Sinn mehr. Die USA begannen am 15. Juni 1966 mit der Operation FRELOC und es gelang tatsächlich bis zum Stichtag sämtliche in Frankreich stationierten Truppen zu verlegen und die Einrichtungen aufzulösen. US Army Europe sah sich vor der Herkules-Aufgabe, 813 000 t Material nach England und Deutschland zu transportieren; 69 000 Menschen mussten umziehen. Das Hauptquartier COM-Z EUR verlegte von Orléans nach Worms. Auch die US Air Force war betroffen:
- Flugplatz und Hauptdepot von Châteauroux-Déols → RAF High Wycombe (UK),
- Einsatzbasis Évreux-Fauville → RAF Mildenhall (UK),
- 42nd TRS/25th TRW von Chambley-Bussières → Takhli Air Base, Thailand,
- 19th TRS/25th TRW von Chambley-Bussières → Shaw AFB, South Carolina, Dual Base Sembach (Das Dual Base Konzept sah die Stationierung in Friedenszeiten auf einer Air Force Base (AFB) in den USA vor; im Spannungsfall sollten die Einsatzgeschwader auf festgelegte Flugplätze in Deutschland verlegen.),
- Aufklärungsflugzeuge von Laon-Couvron → RAF Upper Heyford (UK),
- 66th TRW von Toul-Rosières → Shaw AFB, South Carolina, Dual Base Ramstein,
- Zentraldepot Verdun → Miesau.

### Auswirkungen auf die kanadischen Streitkräfte

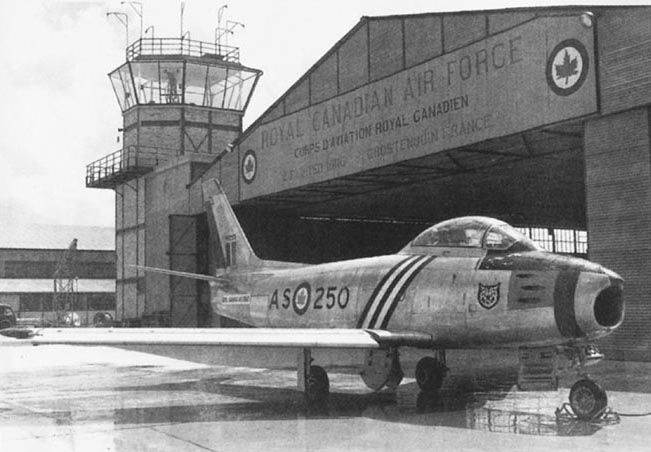
Sabre Mk5, Grostenquin Air Base (RCAF), 1953

Die kanadischen Luftstreitkräfte verlegten ihr Hauptquartier von Metz-Frescaty nach Lahr und das mit F-104CF ausgerüstete Einsatzgeschwader von Marville und Grostenquin zunächst nach Lahr, 1970 nach Söllingen. Um die Kräfte zu konzentrieren, die verschiedene Unterstellung von Land- und Luftstreitkräften (unter NORTHAG und CENTAG) zu beenden und Kosten zu sparen, verlegte die Canadian Mechanized Brigade Group (CMBG) 1970 aus dem Raum Soest ebenfalls in den Südwesten nach Lahr und wurde als CENTAG-Reserve geführt.

### Verlegung der Hauptquartiere

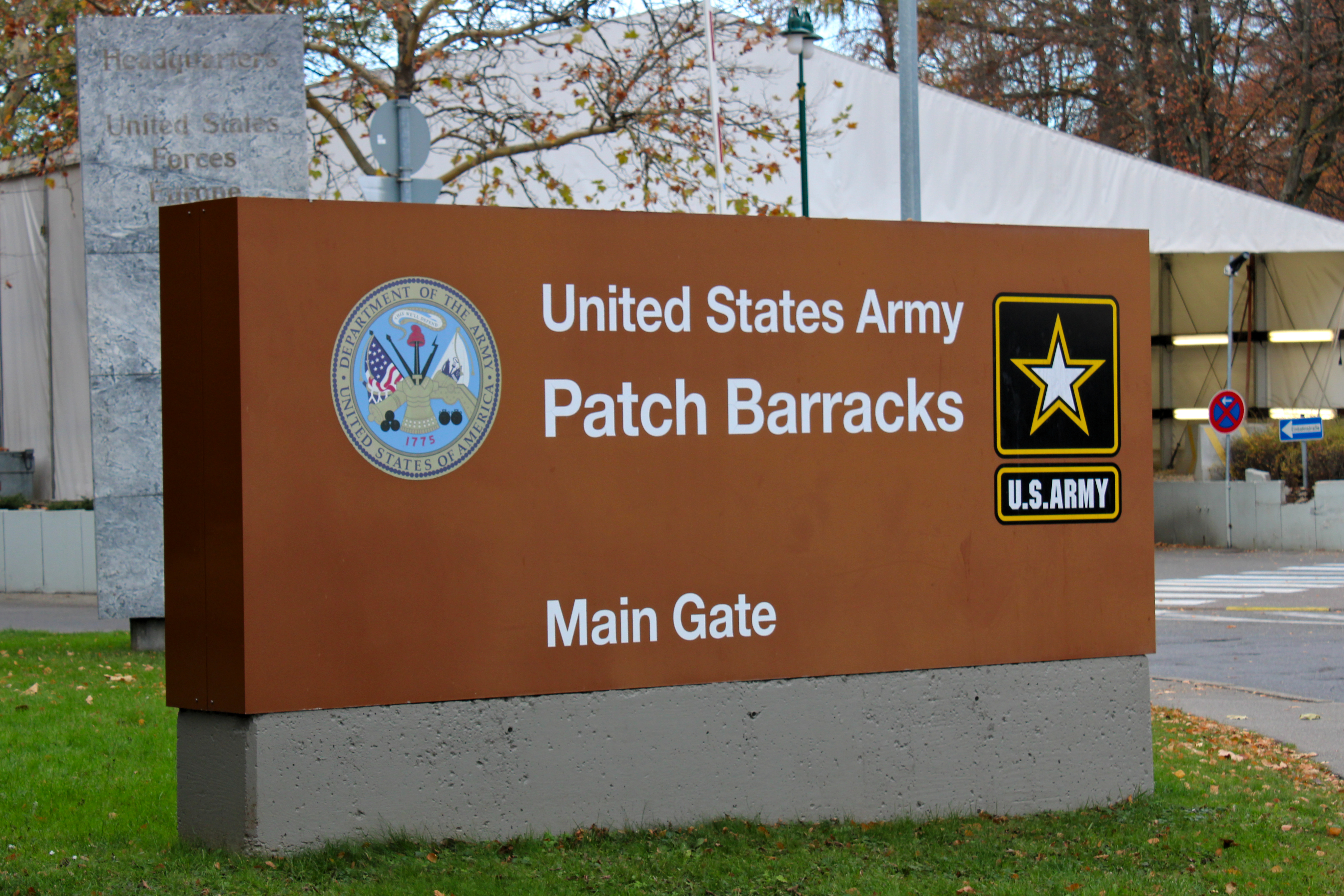
Hauptquartier US Army Europe, Stuttgart-Vaihingen

Die politische und militärische Zentrale der NATO zog von Paris nach Brüssel um, das europäische Hauptquartier der USA von Paris nach Stuttgart:
- Nordatlantikrat vom Palais de Chaillot, 1955 Porte Dauphine[3] in Paris → Brüssel-Evere (BE),
- SHAPE von Rocquencourt[4] bei Saint-Germain-en-Laye → Casteau bei Mons (BE),
- EUCOM von Camp des Loges bei Saint-Germain-en-Laye → Stuttgart-Vaihingen (Patch Barracks),
- AFCENT von Fontainebleau → Brunssum bei Maastricht (NL).

### Auswirkungen
Nach Abschluss von FRELOC befand sich der Großteil der militärischen Einrichtungen in Deutschland. Die amerikanischen Streitkräfte mussten einen neuen Versorgungsstrang, Line of Communications (LOC), nördlich von Frankreich einrichten, der von den Nordseehäfen in Belgien und den Niederlanden durch Luxemburg bis nach Deutschland führte. Lediglich das Central Europe Pipeline System Donges – Metz – Zweibrücken für die Versorgung mit Treibstoff blieb erhalten.